# Kees van der Vlies
Kees van der Vlies (Bandoeng, 30 mei 1940) is een Nederlandse beeldend kunstenaar.

## Leven en werk
Van der Vlies verbleef tijdens de Tweede Wereldoorlog in Japanse interneringskampen en groeide daarna op in Jakarta. In 1952 kwam hij naar Nederland. Hij werd begin jaren zestig opgeleid tot beeldend kunstenaar aan de Academie voor Beeldende Kunsten te Rotterdam. Van der Vlies exposeerde in diverse plaatsen in Nederland, waaronder het Gemeentemuseum Den Haag en het Sliedrechts Museum. In Den Haag zijn diverse van zijn werken in de publieke ruimte geplaatst.

## Werk in de publieke ruimte (selectie)
- Ingangspartijen Wijkpark, Koningin Sophialaan, Den Haag
- Plein met Windkappen, Escamplaan, Den Haag
- Reliëf in metselwerk, school Eindstede, Den Haag
- Vliegers, school Van Heutzstraat, Den Haag
- Herinrichting Schoolplein, Belgisch Park, Den Haag
- Metalen Sculptuur Hoefkade, Den Haag
- Buitenschilderij, De Franse Poort (1989), Scheveningen
- Muurschildering, De Thuiskomst (2011), Scheveningen
- Muurschildering, Hoek Marcellsstraat en Juriaan Kokstraat (2014), Scheveningen